# De Tijd
De Tijd (en flamenc [də ˈtɛit], i significa El Temps) és un diari flamenc belga fundat l'any 1968 i que pertany al grup de comunicació Mediafin. Aquest grup també edita el diari en francès L'Echo. Ambdós diaris ofereixen notícies de caràcter econòmic i financer, tot seguint l'exemple de Financial Times, Het Financieele Dagblad, FT Deutschland i molts d'altres. De Tijd se centra principalment en líders i gestors empresarials, inversors i responsables polítics dins i fora del camp polític. En els primers anys, el diari es va centrar fortament en la borsa. Els editors de De Tijd se subdivideixen en diversos editors petits amb el seu propi coordinador.